# Jesse Frederick
Jesse Frederick-Conaway (* 1948 in Salisbury, Maryland) ist ein US-amerikanischer Fernseh- und Filmkomponist. In seiner Karriere wurde er bisher zehnmal mit dem ASCAP Award ausgezeichnet.

## Leben
Jesse Frederick James Conaway wuchs in Seaford in Delaware auf. Sein vier Jahre älterer Bruder Everett Thomas starb mit 12 Jahren an Mukoviszidose. 1966 absolvierte Frederick die Seaford High School und ging auf das Shenandoah College und das Musikkonservatorium. Er komponierte Musikstücke und unterschrieb 1971, im Alter von 23 Jahren, einen Vertrag bei Albert Grossmans Bearsville Records. Sein Debüt-Album, aufgenommen in Nashville und zum Teil von Todd Rundgren gemischt, wurde in diesem Jahr veröffentlicht. 1973 veröffentlichte Bearsville eine Promo 45 mit Stereo- und Mono-Versionen der ersten Single aus dem zweiten Album Fredericks. Die Single hatte den Titel "I Belong to You". Mit dem Produzenten Jeff Koz, mit dem er bei einigen Film- und Video-Projekten zusammengearbeitet hatte, bildete Frederick die Band The Kinetics und veröffentlichte die Single  "Don't Stand In The Shadow" bei Columbia Records.
In den späten 1970er-Jahren konzentrierte sich Frederick auf Film- und TV-Musik. 1980 komponierte er für den Taylor-Hackford-Film "The Idolmaker" die Musikpassagen der Hauptcharaktere. Sein Soundtrack zu "Here Is My Love" wurde in Stereo- und Mono-Formaten veröffentlicht. 1982 komponierte er für den Troma-Film The Fanatic (aka The Last Horror Film). Viele weitere Kompositionen und Sounds folgten.

## Werke (Auswahl)
- Titelmusik für Ein Grieche erobert Chicago
- Titellied Everywhere You Look für Full House
- Titelmusik As Days Go By für Alle unter einem Dach
- Titellied Step By Step für Eine starke Familie